# ریچارد لیبرتی
ریچارد لیبرتی (انگلیسی: Richard Liberty؛ ۳ مارس ۱۹۳۲ – ۲ اکتبر ۲۰۰۰) یک هنرپیشه اهل ایالات متحده آمریکا بود.

## گزیده فیلمشناسی
از فیلم‌ها یا برنامه‌های تلویزیونی که وی در آن نقش داشته‌است می‌توان به آثار زیر اشاره کرد.
- آخرین شمارش معکوس (۱۹۸۰)
- گربه و سگ (۱۹۸۳)
- روز مردگان (فیلم ۱۹۸۵) (۱۹۸۵)
- پلیس‌های فوق‌العاده میامی (۱۹۸۵)
- پرواز مسیریاب (۱۹۸۶)
- انگیزه عدالت (فیلم) (۱۹۹۵)